# Steiner-Wienand-Affäre

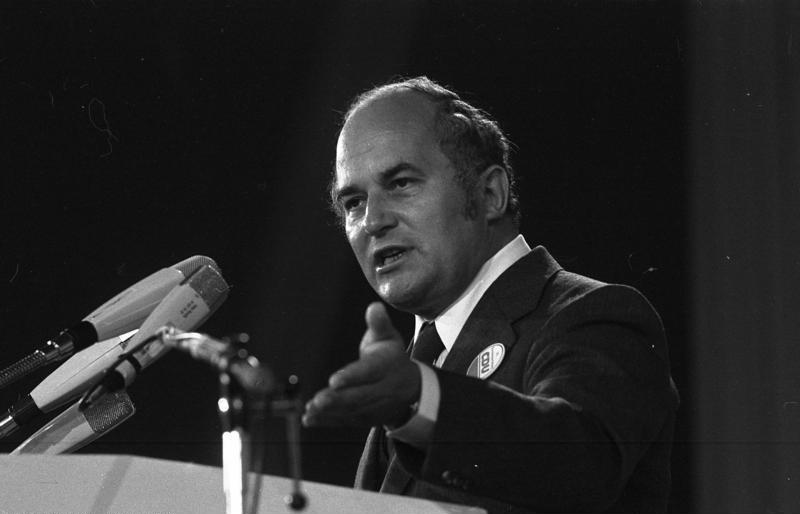
Rainer Barzel (CDU) im Wahlkampf 1972, ein halbes Jahr nach dem gescheiterten Misstrauensvotum

Die Steiner-Wienand-Affäre bezieht sich auf eine Abstimmung im Bundestag vom 27. April 1972. Der Oppositionsführer Rainer Barzel (CDU) wollte in einem konstruktiven Misstrauensvotum Bundeskanzler werden, verfehlte aber die erwartete absolute Mehrheit um zwei Stimmen. Der Parlamentarische Geschäftsführer der SPD-Bundestagsfraktion Karl Wienand wurde später beschuldigt, den CDU-Abgeordneten Julius Steiner bestochen zu haben, nicht für Barzel zu stimmen. In den 1990er Jahren wurde bekannt, dass Steiner das Bestechungsgeld vom Ministerium für Staatssicherheit erhalten hatte; ob er zusätzlich auch Geld von Wienand erhielt, blieb ungeklärt.

## Situation

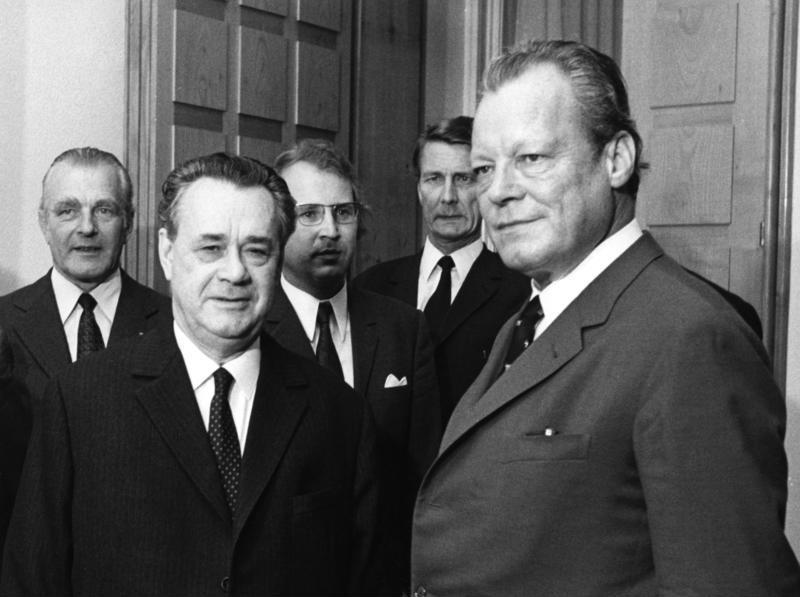
Willy Brandt (rechts) 1972 mit dem sowjetischen Außenhandelsminister

Seit Oktober 1969 war der SPD-Vorsitzende Willy Brandt Bundeskanzler einer SPD-FDP-Koalition. Diese hatte nur eine knappe Mehrheit und verlor in den kommenden Jahren mehrere SPD- und FDP-Abgeordnete an die CDU/CSU-Fraktion. Der CDU-Vorsitzende Rainer Barzel glaubte im April 1972, dass er genug Abgeordnete hinter sich habe, um in einem konstruktiven Misstrauensvotum die absolute Mehrheit zu erhalten (durch entsprechende Erklärungen zweier FDP-Abgeordneter). Dadurch wäre er Bundeskanzler anstelle Brandts geworden.
Eines der umstrittensten Themen der Zeit waren die Ostverträge, mit denen die neue Bundesregierung unter anderem die Deutsche Demokratische Republik de facto anerkennen wollte. Die Unionsparteien hatten große Bedenken dagegen. Die DDR-Führung wollte jedoch, dass Brandt im Amt verblieb. So verlangte beispielsweise der Staatssicherheits-Minister Erich Mielke 1970 auf einer Geheimkonferenz in Moskau, dass die Ratifizierung der Ostverträge mit allen nachrichtendienstlichen Mitteln zu unterstützen sei. Außerdem habe, so berichtet der damalige Spionagechef Markus Wolf, der sowjetische Staats- und Parteichef Leonid Breschnew persönlich die DDR-Führung davon überzeugt, Brandt beim Misstrauensvotum unter die Arme zu greifen.

## Misstrauensvotum
Am 27. April 1972 fand im Bundestag ein Misstrauensvotum gegen Kanzler Brandt auf Antrag der Unionsfraktion statt. Der SPD-Fraktionsvorsitzende Herbert Wehner hatte, um eventuelle Abweichler sofort zu erkennen, vorgeschrieben, dass die gesamte SPD-Bundestagsfraktion auf ihren Plätzen sitzenbleibe und sich nicht an der Abstimmung beteiligen werde.
Als Bundestagspräsident Kai-Uwe von Hassel um 13:22 Uhr die Ergebnisse des Votums verkündete, erlangte die Opposition jedoch – trotz der oben beschriebenen Verhältnisse – nicht die von allen erwartete Mehrheit, sondern verfehlte sie um zwei Stimmen. Das Fehlen der beiden Stimmen erschien umso erstaunlicher, nachdem auch der Regierung am nächsten Tag bei einer Haushaltsabstimmung zwei Stimmen fehlten. Aufgrund des Scheiterns des Misstrauensvotums konnte der damalige Kanzler Willy Brandt zunächst weiter regieren. Nach einer Vertrauensfrage löste Bundespräsident Gustav Heinemann den Bundestag auf, bei der anschließenden Bundestagswahl 1972 wurde die SPD-FDP-Koalition im November deutlich bestätigt.

## Beteiligte Personen
Welche beiden Abgeordneten 1972 nicht für Barzel gestimmt hatten, blieb zunächst ungeklärt. Im Juni 1973 gab dann Julius Steiner auf einer Pressekonferenz zu, sich bei der Abstimmung enthalten zu haben. Er habe dafür vom Parlamentarischen Geschäftsführer der SPD Karl Wienand 50.000 DM bekommen. Damit löste er die Steiner-Wienand-Affäre aus, da Karl Wienand diese Vorwürfe von sich wies. In den 1990er Jahren wurde aus MfS-Akten bekannt, dass Julius Steiner die 50.000 DM Bestechungsgeld direkt von der Stasi erhalten hatte. Dies wurde 1997 vom ehemaligen DDR-Geheimdienstchef Markus Wolf in seinem Buch bestätigt. Es ist dauerhaft unbekannt, ob Steiner sowohl von der DDR als auch von Wienand Geld erhielt oder ob er über die Zahlung von Wienand log. Damals richtete der Bundestag am 15. Juni 1973 den Steiner-Wienand-Untersuchungsausschuss ein. Weil dieser auch nach 40 öffentlichen Sitzungen weder die eine noch die andere Vermutung bestätigen konnte, wurde er am 27. März 1974 ergebnislos aufgelöst.

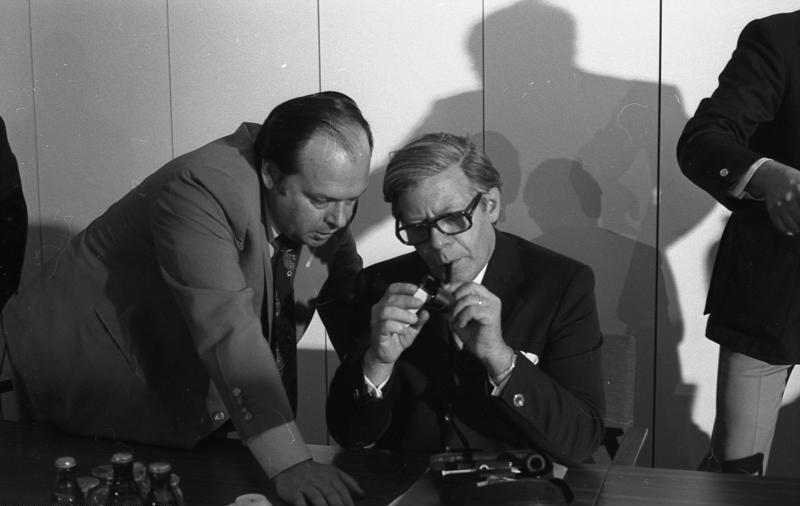
Karl Wienand (links) am 8. Mai 1974 mit Bundeskanzler Schmidt. Wienand wurde später wegen Spionage zugunsten der DDR verurteilt.

Der zweite Abweichler war nach der neuesten Auswertung der Rosenholz-Dateien der CSU-Abgeordnete Leo Wagner, gegenüber dem die Bundesanwaltschaft schon 2000 diesen Vorwurf erhob, da bekannt wurde, dass damals auf seinem Konto 50.000 DM aufgetaucht waren. Ein mit Wagner befreundeter CSU-Politiker behauptete jedoch, er habe Wagner diese Summe geliehen. Wagner selbst wies die Vorwürfe als „unzutreffend und frei erfunden“ zurück. Da Spionage zu diesem Zeitpunkt bereits verjährt war, fand trotz der Äußerungen eines Stasi-Offiziers, man habe dem verschuldeten Wagner 1972 ein solches Bestechungsangebot gemacht, und der Aussage des letzten Spionagechefs der DDR, Werner Großmann, es habe Kontakte zu Wagner gegeben, keine gerichtliche Prüfung statt.
Ein ehemaliger KGB-Mann gab 1995 an, er habe dem SPD-Unterhändler Egon Bahr eine Million D-Mark geben wollen; mit dem Geld sollte dieser Abgeordnete der Opposition bestechen. Bahr lehnte jedoch ab. Nach Angaben des Generalbundesanwalts soll Markus Wolf auch versucht haben, den abtrünnigen FDP-Abgeordneten Erich Mende zur Stimmabgabe gegen Rainer Barzel zu veranlassen.